# Hidroavión de flotadores

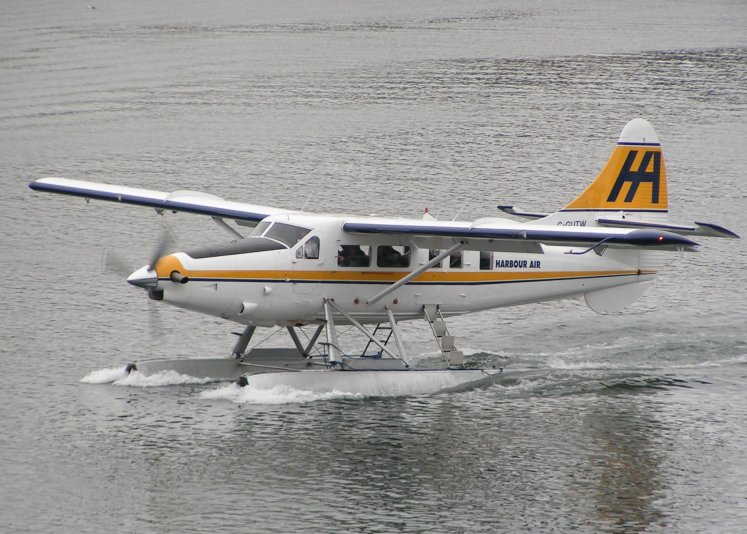
Un avión utilitario de Havilland Canada DHC-3 Otter equipado con doble flotador.

Un hidroavión de flotadores o hidroflotador es un tipo de hidroavión que dispone de uno o más flotadores montados bajo el fuselaje para proporcionar flotabilidad. Por el contrario, en un hidroavión de canoa o hidrocanoa es el propio fuselaje del avión el que le proporciona la flotabilidad. Ambos tipos de hidroaviones pueden tener también un tren de aterrizaje para aterrizar de forma convencional, convirtiéndose en ese caso en un avión anfibio.

## Diseño

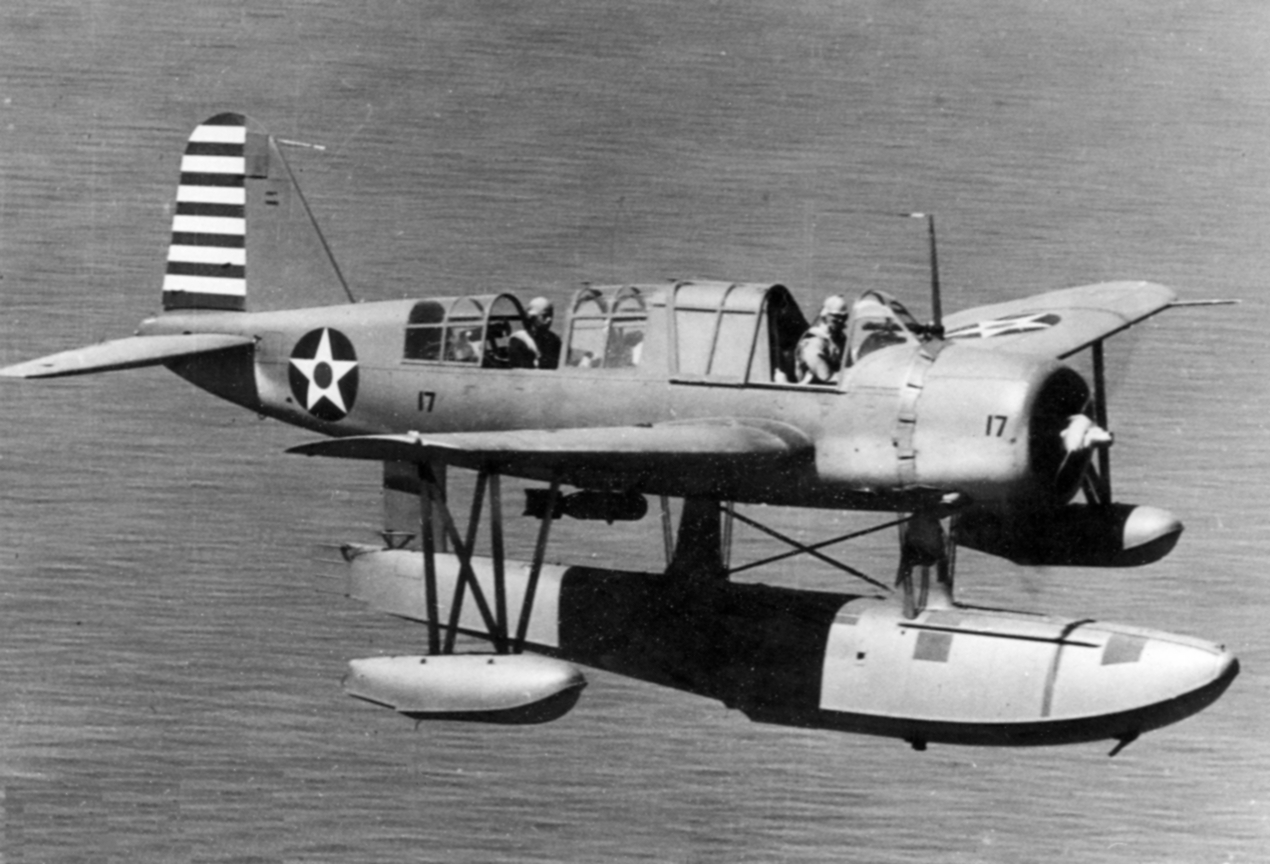
Vought OS2U Kingfisher, un hidroavión de flotador simple que sirvió en la Segunda Guerra Mundial.

Los hidroaviones de flotadores suelen ser derivados de aviones de base en tierra, a los que se le añaden flotadores fijos montados bajo el fuselaje en lugar del tren de aterrizaje de ruedas original. 
Todos los hidroflotadores tienden a ser menos estables en el agua que los hidroaviones de canoa. Sin embargo, en los aviones de pequeño tamaño los flotadores son una ventaja, ya que el casco del avión se mantiene elevado y no hace contacto con la superficie del agua, permitiendo que el avión monte un único motor de pistón, con hélice, en la parte delantera.
Los flotadores inevitablemente imponen más peso y resistencia aerodinámica, haciendo que los hidroaviones que los montan sean más lentos y menos maniobrables durante el vuelo, con un menor régimen de ascenso, en comparación con los aviones equipados con trenes de aterrizaje retráctiles.
Existen dos configuraciones básicas en los hidroaviones de flotadores: 
- Los diseños de "flotador simple", en los se monta un único y gran flotador directamente bajo el fuselaje acompañado de unos pequeños flotadores estabilizadores en las alas.
- Los diseños de "doble flotador", con un flotador debajo de cada ala..

La principal ventaja de un diseño de flotador simple es su capacidad para amerizar en aguas turbulentas: el gran flotador central está unido directamente al fuselaje, siendo esta la parte más fuerte de la estructura de la aeronave, y los pequeños flotadores situados bajo las puntas de las alas le dan al hidroavión una buena estabilidad lateral. En comparación, los flotadores dobles restringen la maniobrabilidad ya con olas de tan solo 0,3 metros de alto. Sin embargo, los diseños de doble flotador facilitan las tareas de amarre, embarco y desembarco, y en el caso de los bombarderos dejan la panza del avión libre para portar bombas o torpedos.